# Mario Aoun
Mario Aziz Aoun – libański lekarz i polityk, maronita, członek Wolnego Ruchu Patriotycznego. Ukończył studia medyczne ze specjalizacją z endokrynologii i chorób metabolicznych na Uniwersytecie w Bordeaux. W 2004 został prezesem bejruckiego związku lekarzy. Funkcję tę sprawował do 2007. W latach 2008–2009 kierował ministerstwem spraw socjalnych. Bezskutecznie ubiegał się o wybór na deputowanego libańskiego parlamentu podczas elekcji w 2005 i 2009, przegrywając rywalizację z Georges'em Adwanem.